# Plán ze St. Gallenu

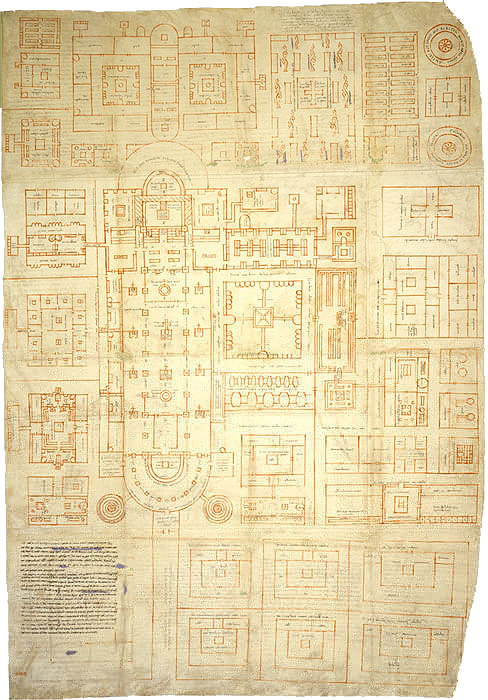
Plán ze St. Gallenu

Plán ze St. Gallenu (německy Der St. Galler Klosterplan) je slavná středověká kresba ideálního modelu kláštera, která vznikla na počátku 9. století. Je to jediná zachovaná architektonická kresba z doby mezi pádem západořímské říše v 5. století a 13. stoletím v obvodu latinské Evropy. Plán je považován za švýcarskou národní památku a dodnes budí živý zájem mezi historiky, historiky umění, architekty a umělci pro svou originalitu, krásu a vhled do raně středověké kultury. Je uložen v knihovně opatství St. Gallen (svatého Havla).

## Popis

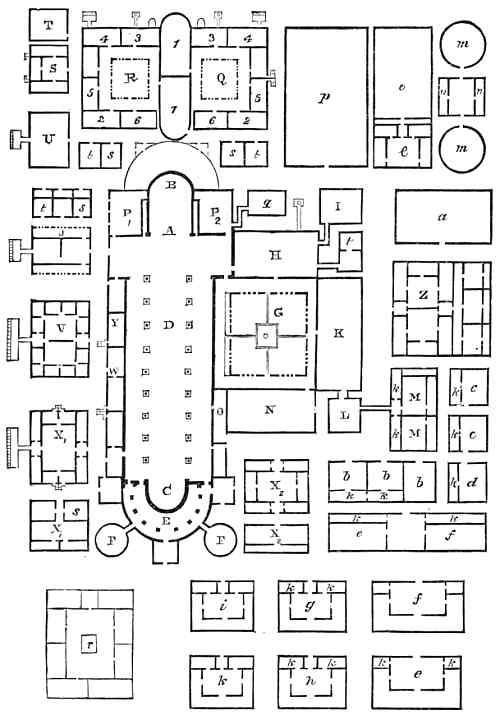
Zjednodušený nákres plánu

Plán zobrazuje benediktinský klášter se všemi budovami, které by měl obsahovat (kostely, domy, stáje, kuchyně, dílny, pivovar, špitály a další). Plán nezobrazuje nějaký konkrétní klášter, jak se dříve domnívalo; některé detaily, jak jsou zobrazeny v plánu, vyjadřují pouze vztah mezi jednotlivými stavbami a v praxi by odporovaly dobovým architektonickým zásadám.
Plán byl nakreslen ve skriptoriu v Reichenau, okolo roku 8201 a věnován opatu v St. Gallenu Gozbertovi (816–836).
Plán vznikl na pěti sešitých pergamenech (113×78 cm), budovy byly namalovány červeným inkoustem, popisky inkoustem hnědým (jedná se o 350 částečně se rýmujících popisů zhotovených dvojím písmem). Na straně je věnování opatu Gozbertovi. Plán je vytvořen v neobvyklém měřítku 1 : 192. Na zadní stranu plánu byl ve 12. století vepsán Život svatého Martina od Sulpicia Severa.
S plánem jsou spojeny některé nejasnosti: např. se uvažuje, že se jedná o kopii dnes ztraceného originálu, nebo existuje diskuze o tom, zda se jedná o obraz představy jednotlivce nebo klášterní rady.

## Výzkum a zjištěné poznatky
Z plánu bylo získáno mnoho informací o středověkém životě. Např. v jídelně (refektáři) chybí topeniště, a to proto, aby mnichové nezískávali příliš velké potěšení z jídla, nebo v ložnici (dormitáři) pro 120–150 mnichů, jejich hosty a návštěvníky byl počet záchodů vyšší než je tomu obvyklé v dnešní době.

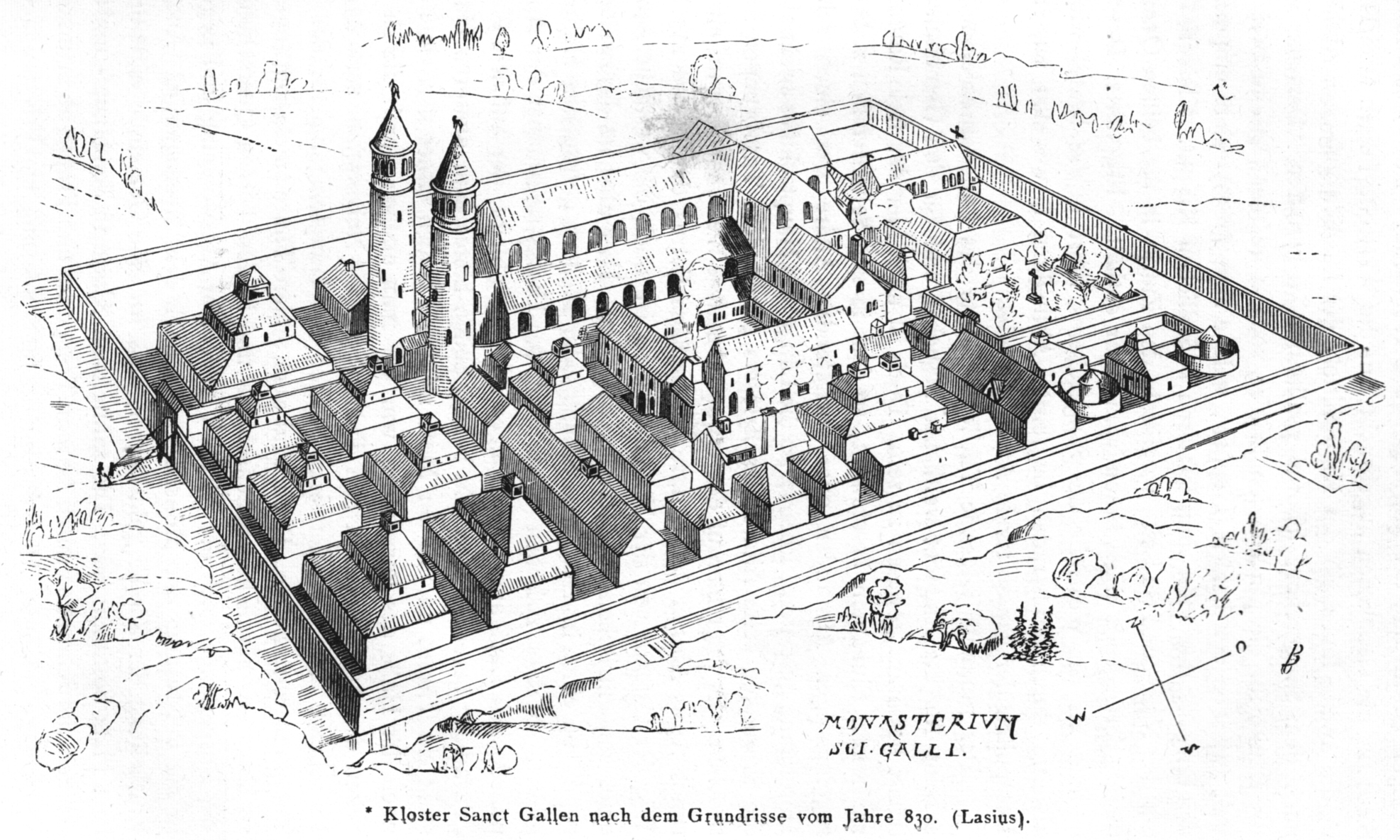
Rekonstrukce ideální podoby kláštera dle plánu ze St. Gallenu

Walter Horn a Ernest Born v roce 1979 publikovali třídílný The Plan of St. Gall, tato práce je považována za nejdetailnější na toto téma. Podle Horna byl plán kopií původního tisku ideálního kláštera vytvořeného během dvou karolinských reformních synod v Cáchách v letech 816–817. Cílem těchto synod bylo vytvoření sítě benediktinských klášterů v karolinské říši, které by tvořily hráz proti přicházejícím misionářům z Británie a Irska (iroskotské misie).
Podle plánu už bylo vytvořeno množství modelů. V roce 1965 Ernest Born a další vytvořili model pro výstavu „Doba Karla Velikého v Cáchách“. Tento model se stal základem pro řadu dalších. Nejnověji byl model vytvořen počítačem za pomoci CAD softwaru.